# 威舍镇
威舍镇，是中华人民共和国贵州省黔西南布依族苗族自治州兴义市下辖的一个乡镇级行政单位。

## 行政区划
威舍镇下辖以下地区：
光辉社区、发哈村、树嘎村、青龙村和阿依村。